# Барболес
Барболес (ісп. Bárboles) — муніципалітет в Іспанії, у складі автономної спільноти Арагон, у провінції Сарагоса. Населення — 333 особи (2010).
Муніципалітет розташований на відстані близько 260 км на північний схід від Мадрида, 26 км на захід від Сарагоси.
На території муніципалітету розташовані такі населені пункти: (дані про населення за 2010 рік)
- Барболес: 290 осіб
- Ойтура: 36 осіб
- Пераман: 7 осіб

## Демографія
Динаміка населення (INE ):